# Egiss
Egiss A/S er en dansk leverandør af computere og IT til virksomheder. Virksomheden har hovedkvarter i Birkerød, hvor den blev etableret i 2013. Den er ejet af Jesper Ravn og britiske EMK Capital Partners. I 2023 havde Egiss en samlet omsætning på 1,257 mia. kroner. De har ca. 130 ansatte (2023). I 2022 købte Egiss virksomheden Refurb, der er specialiseret i genbrugt IT og computere.